# روبرت كونكويست
كان جورج روبرت أكورث كونكويست، الحائز على وسام القديس ميخائيل والقديس جرجس، ورتبة الإمبراطورية البريطانية، وزمالة الأكاديمية البريطانية، وزمالة الجمعية الملكية للأدب، (5 يوليو 1917-3 أغسطس 2015) مؤرخًا وشاعرًا وروائيًا بريطانيًا أمريكيًا. بقي عضوًا في الحزب الشيوعي في بريطانيا العظمى لفترة قصيرة، ولكنه كتب لاحقًا العديد من الكتب ضد الشيوعية.
كان كونكويست زميلًا باحثًا لفترة طويلة في مؤسسة هوفر بجامعة ستانفورد، وكان معروفًا بعمله في الاتحاد السوفيتي. تضمنت كتبه الرعب العظيم: تطهيرات ستالين في ثلاثينات القرن العشرين (1986)، وحصاد الحزن: التجميعة السوفيتية والمجاعة الأهلية (1986)، وستالين: محطم الأمم (1991)، وكان أيضًا مؤلفًا لروايتين وعدة مجموعات شعرية.

## الحياة المبكرة والتعليم
وُلِدَ كونكويست في غريت مالفرن بورشستر لأب أمريكي، روبرت فولغر ويسكوت كونكويست، وأم إنجليزية، روزاموند أليس أكورث. خدم والده في وحدة خدمة الإسعاف الميدانية الأمريكية مع الجيش الفرنسي في الحرب العالمية الأولى، وحصل على وسام صليب الحرب، مع النجمة الفضية في عام 1916.
تلقى كونكويست تعليمه في كلية وينشستر، حيث فاز بمنحة لدراسة الفلسفة والسياسة والاقتصاد في الكلية المجدلية بأكسفورد. أخذ استراحة لمدة سنة، وقضى بعض الوقت في جامعة غرونوبل وفي بلغاريا، وعاد إلى أكسفورد في عام 1937، حيث انضم إلى الحزب الشيوعي في بريطانيا العظمى ونادي كارلتون. حصل على درجة الماجستير في الفلسفة والسياسة والاقتصاد ودرجة الدكتوراه في التاريخ.

## المسيرة المهنية

### سنوات الحرب
عاد كونكويست من لشبونة إلى إنجلترا بجواز سفر أمريكي عند اندلاع الحرب العالمية الثانية. انفصل كونكويست عن الحزب الشيوعي في بريطانيا بعد تنديد الحزب بالحرب باعتبارها إمبريالية ورأسمالية في عام 1939، وكُلِّفَ بالانضمام إلى فوج المشاة الخفيف في أوكسفوردشير وباكينغهامشير في 20 أبريل 1940، وخدم مع الفوج حتى عام 1946.
أُرسِلَ إلى مدرسة الدراسات السلافية وأوروبا الشرقية (التي أصبحت لاحقًا جزءًا من كلية لندن الجامعية) لدراسة اللغة البلغارية في عام 1943. أُرسِل في العام التالي إلى بلغاريا كضابط اتصال بالقوات البلغارية التي تقاتل تحت القيادة السوفيتية، والملحق بالجبهة الأوكرانية الثالثة، ثم إلى مفوضية مراقبة الحلفاء. انضم إلى وزارة الخارجية في نهاية الحرب، وعاد إلى المفوضية البريطانية في صوفيا حيث بقي كضابط صحفي. غادر بلغاريا في عام 1948، عندما استُدعيَ إلى لندن بسبب مشكلة دبلوماسية صغيرة، بعد أن ساعد في تهريب اثنين من البلغاريين خارج البلاد.

### قسم أبحاث المعلومات
انضم كونكويست في عام 1948 إلى قسم أبحاث المعلومات التابع لوزارة الخارجية، وهي وحدة «هجوم مضاد للدعاية» أنشأها حزب العمال في حكومة أتلي بهدف «جمع وتلخيص المعلومات الموثوقة حول الأخطاء السوفيتية والشيوعية، ونشرها بين الصحفيين الديمقراطيين والسياسيين والنقابيين، ودعم المنشورات المناهضة للشيوعية ماليًا وغير ذلك». انخرط قسم أبحاث المعلومات في التلاعب بالرأي العام. ذُكِرَ اسم كونكويست هناك باعتباره شخصية «لامعة ومتغطرسة»، وكان لديه 10 أشخاص يقدمون التقارير إليه. استمر في العمل في وزارة الخارجية حتى عام 1956، وأصبح متورطًا بشكل متزايد في الهجوم المضاد الفكري ضد الشيوعية.
اتصلت مساعدة كونكويست، سيليا كيروان (لاحقًا سيليا غودمان)، بجورج أورويل في عام 1949 للحصول على معلومات للمساعدة في معرفة المتعاطفين السوفييت. تضمنت قائمة أورويل، التي اكتُشِفَت بعد وفاة كيروان في عام 2002، صحفيين من الغارديان وذا أوبزرفر، بالإضافة إلى إي. إتش. كار وتشارلي شابلن. وقع كونكويست، مثل أورويل، في حب الجميلة سيليا كيروان، التي ألهمته لكتابة العديد من القصائد. كان آلان ماكلين أحد زملائه في وزارة الخارجية، وهو شقيق دونالد ماكلين، أحد أعضاء شبكة تجسس فيلبي، والذي فر إلى روسيا مع غاي بورغس في عام 1951.
استقال آلان عندما انشق شقيقه ثم ذهب إلى ماكميلان ونشر كتابًا لقصائد كونكويست. كتب كونكويست في وزارة الخارجية العديد من الأوراق التي زرعت بذور عمله اللاحق، وطوِّرَت أحدها، التي تناولت الوسائل السوفيتية للحصول على الاعترافات، إلى كتاب بعنوان الرعب الأعظم. تضمنت الأوراق الأخرى كتاب «التعايش السلمي في الدعاية والنظرية السوفيتية»، و«الجبهات المتحدة-تكتيك شيوعي». شغل كونكويست لفترة وجيزة منصب السكرتير الأول في الوفد البريطاني لدى الأمم المتحدة في عام 1950.

### الكتابة
ترك كونكويست وزارة الخارجية وأصبح كاتبًا ومؤرخًا مستقلًا في عام 1956. قال بعد مغادرته إن قسم أبحاث المعلومات اقترح عليه أن يجمع بعض البيانات التي جمعها من المنشورات السوفيتية في كتاب. حرر كونكويست خلال ستينات القرن العشرين ثمانية مجلدات من الأعمال التي أنتجها قسم أبحاث المعلومات، ونشرتها دار بودلي هيد للنشر في لندن تحت عنوان سلسلة الدراسات السوفيتية، ونُشرت العديد من أعماله في وزارة الخارجية بهذه الطريقة. أعيد نشر الكتاب في الولايات المتحدة تحت عنوان سلسلة الاتحاد السوفيتي المعاصر من خلال فريدريك براغر، الذي نشر سابقًا العديد من الكتب عن الشيوعية بناءً على طلب وكالة المخابرات المركزية، بالإضافة إلى أعمال ألكسندر سولشينتسين، وميلوفان ديلاس، وهوارد فاست، وتشارلز باتريك فيتزجيرالد.
كان كونكويست محررًا أدبيًا لمجلة ذا سبيكتيتور في عامي 1962 و1963، ولكنه استقال عندما وجد أن الوظيفة تتعارض مع كتاباته التاريخية. كانت أولى كتبه عن الاتحاد السوفيتي هي الحس السليم حول روسيا (1960)، والترحيل السوفيتي للجنسيات (1960)، والقوة السياسية في الاتحاد السوفيتي (1961). شملت أعماله الأخرى عن الاتحاد السوفيتي شجاعة العبقري: قضية باسترناك (1961) وروسيا بعد خرشوف (1965).

## الحياة الشخصية
تزوج كونكيست أربع مرات، أولها في عام 1942 من جوان واتكينز، وأنجب منها ولدين، ولكنهما انفصلا في عام 1948. تزوج بعد ذلك من تاتيانا ميهايلوفا (1948-1962)، التي ساعدها على الهروب من بلغاريا، والتي شُخِّصَت بالفصام في عام 1951. تزوج في عام 1962 من كارولين ماكفارلين، وانفصلا في عام 1978. بدأ في ذلك العام في مواعدة إليزابيث نيس وينغيت، وهي محاضرة في اللغة الإنجليزية وابنة عقيد في القوات الجوية الأمريكية. تزوج هو ووينغيت في عام 1979. توفي في عام 2015، وكان لديه العديد من الأحفاد من أبنائه وابنة زوجته.

## آخر فترات حياته

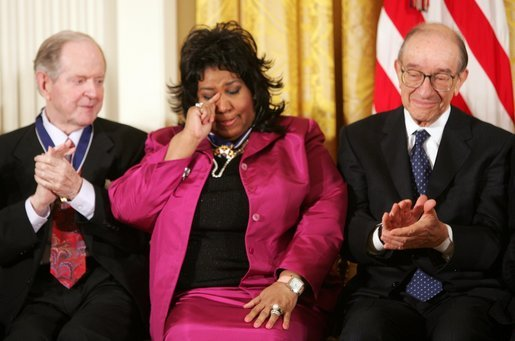
ملكة موسيقى السول، أريثا فرانكلين، أثناء تكريمها بوسام الحرية الرئاسي في 9 نوفمبر 2005، خلال حفل رسمي أقيم في البيت الأبيض.

انتقل كونكيست إلى كاليفورنيا في عام 1981 لتولي منصب زميل باحث أول وأمين باحث لمجموعة روسيا ودول الكومنولث المستقلة في مؤسسة هوفر بجامعة ستانفورد، حيث ظل زميلًا. وقّع في عام 1985 عريضة لدعم الكونترا المناهضة للشيوعية (نيكاراغوا). كان زميلًا في المعهد الروسي بجامعة كولومبيا، وفي مركز وودرو ولسون الدولي للعلماء، وباحث زائر متميز في مؤسسة التراث، وزميل باحث في معهد الأبحاث الأوكراني بجامعة هارفارد. قدّم سلسلة الإمبراطورية الحمراء في عام 1990، وهي سلسلة صغيرة من سبعة أجزاء عن الاتحاد السوفيتي أنتجها تلفزيون يوركشاير.
توفي كونكويست في عام 2015 في ستانفورد بكاليفورنيا، عن عمر يناهز 98 عامًا، بسبب فشل الجهاز التنفسي نتيجة لمرض باركنسون.